# Örontrav
Örontrav (Fourraea alpina) är en korsblommig växtart som först beskrevs av Carl von Linné, och fick sitt nu gällande namn av Werner Rodolfo Greuter och Hervé Maurice Burdet. Enligt Catalogue of Life ingår Örontrav i släktet örontravar och familjen korsblommiga växter, men enligt Dyntaxa är tillhörigheten istället släktet örontravar och familjen korsblommiga växter. Arten har ej påträffats i Sverige. Inga underarter finns listade i Catalogue of Life.